# TT358
La tombe thébaine TT 358 est un tombeau de l'Égypte antique, situé à Deir el-Bahari, dans la nécropole thébaine, sur la rive ouest du Nil, face à Louxor en Égypte.
C'est la tombe de Ahmosé-Mérytamon, fille de Ahmôsis Ier et femme d'Amenhotep Ier (XVIIIe dynastie).
La tombe a été utilisée plus tard pour l'enterrement supplémentaire de Nauny, qui était une fille du pharaon Pinedjem Ier.
La tombe a été fouillée par Winlock pendant les fouilles de 1929-1930 pour le compte du Metropolitan Museum of Art qui lui avait attribué le numéro MMA 65.

## Description
La tombe de Mérytamon a été découverte dans la cour sous la colonnade du nord de la première terrasse du temple de la reine Hatchepsout du temple funéraire de Deir el-Bahari.
À l’intérieur de ce caveau, Winlock découvrit notamment ce qui subsistait d’un mobilier funéraire qui avait partiellement échappé aux pilleurs et qui appartenait à la reine Mérytamon, épouse et sœur du pharaon Amenhotep Ier. Lorsque le tombeau fut retrouvé presque intact par Winlock, une autre dame, nommée Nauny, avait également été inhumée là.

### Mérytamon
| i | mn · n | mr | i | i | t | B1 |

| i | mn · n | mr | i | i | t | B1 |

Le cercueil extérieur (aujourd'hui au Musée égyptien, JE 53140) mesure plus de trois mètres et est fait de planches de cèdre jointes et sculptées à une épaisseur uniforme dans tout le cercueil. Les yeux et les sourcils sont incrustés de verre. Le corps est soigneusement sculpté de chevrons peints en bleu pour créer l'illusion de plumes. Le cercueil était recouvert d'or qui avait été dépouillé dans l'antiquité. Le cercueil intérieur était plus petit, mais mesurait tout de même plus de 1,80 m. Le cercueil intérieur avait également été recouvert d'or mais dépouillé de ce métal précieux. Sa momie avait été réenveloppée et réenterrée par des prêtres qui avaient trouvé sa tombe qui avait été vandalisée par des voleurs. La momie avait été soigneusement réenveloppée sous le règne de Pinedjem Ier. Les inscriptions indiquent que le linge utilisé pour la réinhumation a été fabriqué en l'an 18 de Pinedjem par le grand prêtre d'Amon Masaharta, fils de Pinedjem Ier. La réinhumation a eu lieu en l'an 19, au 3e mois (Phaminoth) de l'hiver (Peret), le 28e jour.
La momie de Mérytamon a été trouvée dans deux cercueils en bois de cèdre et une caisse extérieure en cartonnage. Il semble qu'elle soit morte relativement jeune, car elle souffrait d'arthrite et de scoliose.

### Nauny

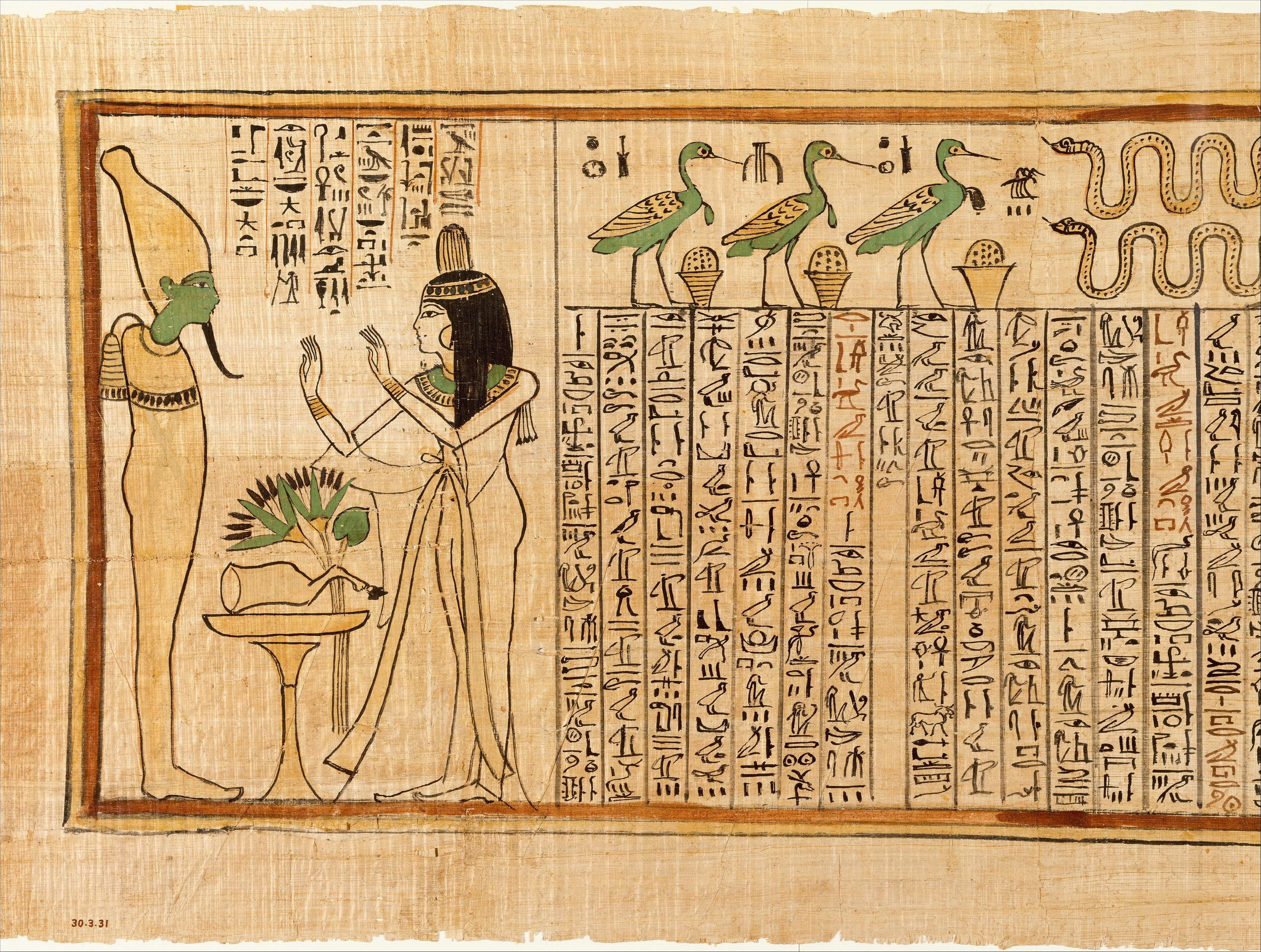
Livre des morts sur le papyrus funéraire de Nauny

Le corps de Nauny fut retrouvé à l’intérieur d’un petit sarcophage emboîté dans un second, plus grand. Un livre de l'Amdouat de la défunte était placé sur sa momie ainsi qu'un livre des morts.  
Sur les sarcophages de Nauny ainsi que sur la planche qui recouvrait sa momie sont inscrits ses titres de « maîtresse de maison » et « chanteuse d’Amon-Rê, roi des dieux ». Le premier indique que Nauny était marié, le second la lie incontestablement au grand clergé thébain.
Sept boîtes à ouchebtis et les nombreuses statuettes qu’elles contenaient ont également été découvertes. Deux des boîtes à ouchebtis sont conservées au musée égyptien du Caire, les cinq autres sont actuellement au Metropolitan Museum of Art à New York. Au total, Winlock dénombre trois-cent-quatre-vingt-douze ouchebtis de Nauny.
Dans le texte du livre des morts qui était dans le sarcophage, il est indiqué à douze reprises que la princesse fut « mise au monde par Tentnaoubekhenouy ». Ainsi, à défaut de connaître formellement l’identité du père de Nauny, son ascendance maternelle est clairement évoquée.
Nauny semble avoir remployé une partie du mobilier funéraire prévu originellement pour sa mère qui ne s’en servit certainement jamais. Nauny étant la fille d’un roi, Tentnaoubekhenouy aurait donc été mariée à un grand prêtre d'Amon devenu pharaon, Hérihor ou Pinedjem Ier. Ainsi, Nauny serait donc une fille d'Hérihor ou plus probablement de Pinedjem Ier. 